# Canon M2/M3/M6 de 75 mm
Pour les articles homonymes, voir Canon de 75 mm.

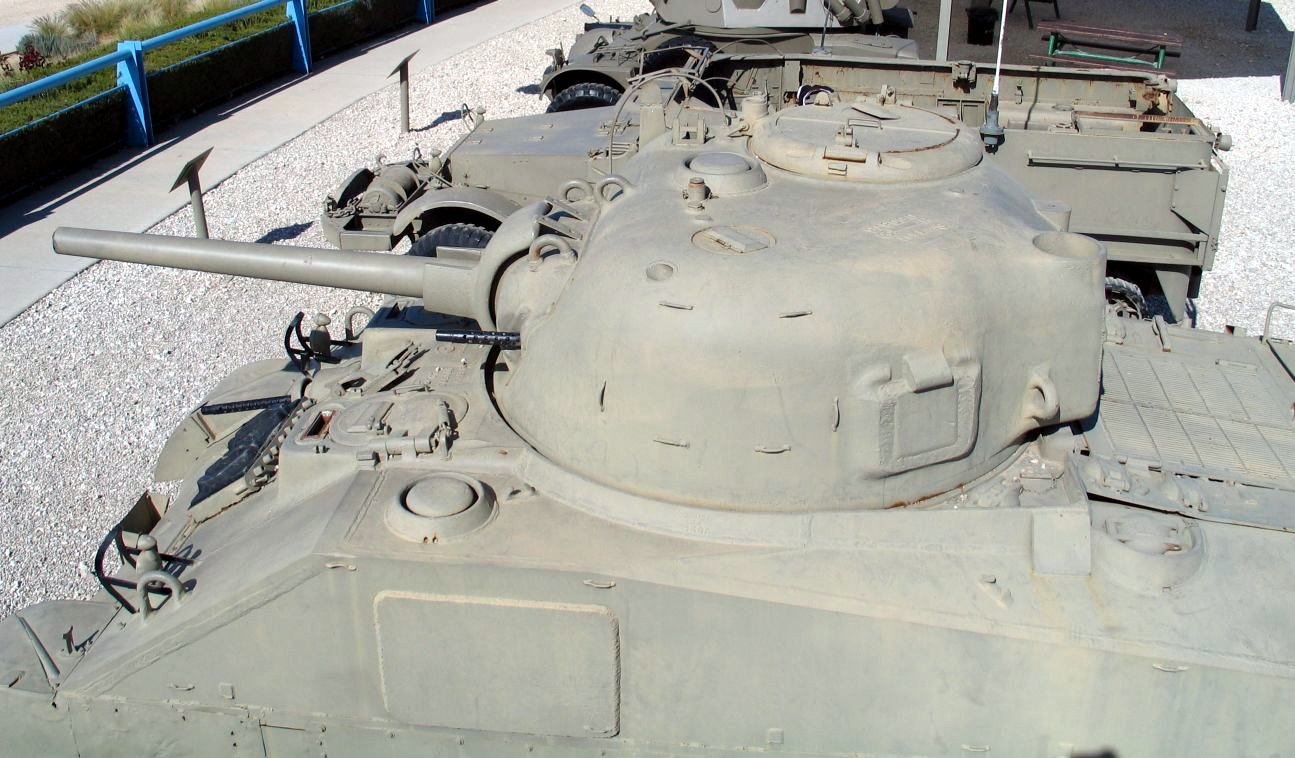
Un canon M3 sur un char M4 Sherman.

Le canon de 75 mm américain désigné successivement M2, puis M3 est le canon standard des chars de combat moyens américains de la Seconde Guerre mondiale, principalement le char M3 Lee et le char M4 Sherman.
Les variantes M6 et M5 sont elles développées pour équiper respectivement le char M24 Chaffee et le bombardier North American B-25 Mitchell.